# Didelphis pernigra
Didelphis pernigra is een zoogdier uit de familie van de Didelphidae. De wetenschappelijke naam van de soort werd voor het eerst geldig gepubliceerd door Joel Asaph Allen in 1900. De soort komt voor op de beboste hellingen van de noordelijke Andes van noordwestelijk Venezuela via Colombia, Ecuador en Peru tot westelijk Bolivia. De soort werd lang als een ondersoort van de witooropossum (Didelphis albiventris) gerekend.